# Língua aringa
Aringa, também conhecido como “baixa língua lugbara" é uma língua sudanesa central falada pelo pono Aringa na sub-região Nilo Ocidental de Uganda. Se relaciona com a já citada língua Lugbara e com o língua ma’di, sendo as três consideradas por alguns como línguas separadas.  e por outros como dialetos de uma mesma língua.  Há outras formas nesse continuum de [[dialeto]s / línguas: Andre, Kuluba e Lebati.

## Escrita
A forma do alfabeto latino usada pela língua Aringa foi desenvolvida por missionários. Não usa as letras Q e X. São 46 símbolos que incluem as demais 24 letras tradicionais, letras com diacríticos, 2 indicações de tom, um caractere especial, 8 grupos de duas consoantes e dois grupos de 3 consoantes. Há indicações dos 4 tons da língua.

## Ligalões externas
- Aringa em Omniglot.com
- Aringa em Ethnologue